# Free as a Bird (single)
Free as a Bird is een single van The Beatles, uitgebracht in 1995. Het is tevens het eerste en enige nieuwe nummer op het verzamelalbum Anthology 1 uit hetzelfde jaar, dat verder bestaat uit opnamen uit de tijd dat de groep nog actief was. In de Top 40 piekte de single op nummer 10. In 1997 kreeg het nummer een Grammy Award in de categorie ‘Best Pop Duo/Group Performance’.

## Productie van het nummer
De drie ex-leden van The Beatles die in 1994 nog in leven waren: George Harrison, Ringo Starr en Paul McCartney, namen Free as a Bird op in de eigen studio van Paul McCartney, onder gebruikmaking van een demotape uit 1977 van de in 1980 vermoorde John Lennon. Het volgende jaar kwam het nummer uit. Het gebeurde 25 jaar na het uiteenvallen van The Beatles.
De productie van de single, die zowel op vinyl als op compact disc verscheen, was bedoeld om publiciteit te genereren rond het ‘Anthology’-project: een driedelige televisieserie over de carrière van The Beatles en drie dubbel-cd's, Anthology 1 tot en met 3, met oude liedjes van de groep, waarvan het merendeel afkomstig was van repetities en audities en nooit eerder was uitgebracht. Paul McCartney vroeg Lennons weduwe Yoko Ono om nooit uitgebracht materiaal van John Lennon, dat zich leende voor verdere bewerking. Dat leverde twee demo's op: Free as a bird, dat gebruikt werd voor Anthology 1 en Real Love, dat op Anthology 2 kwam te staan.
De demo bestond uit een onvoltooid liedje van Lennon, die zichzelf begeleidde op een piano. De andere Beatles voegden daar alle drie materiaal aan toe. Lennon, McCartney en Harrison zingen alle drie hun eigen solo's in het nummer. Er zijn maar twee andere Beatlesnummers met aparte solo's voor meerdere leden van de groep: Christmas Time (Is Here Again), dat toevallig werd gekozen als B-kant van Free as a bird, en Shout, dat ook op Anthology 1 staat.
Als producer trad Jeff Lynne op, en niet George Martin, de vaste producer van The Beatles in de tijd dat ze nog bij elkaar waren. Lynne werd gekozen omdat Martins gehoor achteruit aan het gaan was.
Merkwaardig is dat delen van de tekst (zoals de regel ‘Whatever happened to the life that we once knew’) vrijwel letterlijk zijn ontleend aan Remember (Walking in the Sand) van The Shangri-Las. Ook de melodie lijkt erop. Er is echter nooit een rechtszaak over het nummer gevoerd.
Als achterkant van de vinylversie en een van de vier nummers van de cd-versie kozen Harrison, McCartney en Starr voor Christmas Time (Is Here Again), een kerstliedje dat The Beatles hadden opgenomen voor hun kerstplaat van 1967. Tussen 1963 en 1969 nam de groep elk jaar een kerstplaat op, speciaal voor de leden van hun fanclub. De heruitgave van 1995 was ingekort, van 6:06 tot 3:03 minuten.

### Bezetting
De bezetting was, alles bij elkaar:
- John Lennon: zang, piano
- Paul McCartney: zang, basgitaar, akoestische gitaar, piano, keyboard
- George Harrison: zang, elektrische gitaar, bespeeld met een slide, akoestische gitaar, ukelele
- Ringo Starr: achtergrondzang, drums
- Jeff Lynne: achtergrondzang, gitaar

## Videoclip
De bij het nummer behorende videoclip werd geproduceerd door Vincent Joliet en geregisseerd door Joe Pytka. De clip laat zien wat de vrije vogel uit de titel (die zelf nooit in beeld komt) van bovenaf ziet. Er komen verwijzingen naar vele Beatlesliedjes voorbij, zoals Penny Lane, Paperback Writer, A Day in the Life, Eleanor Rigby, Helter Skelter, Piggies, The Continuing Story of Bungalow Bill, Strawberry Fields Forever, Doctor Robert en The Fool on the Hill.
De clip kreeg in 1997 een Grammy Award in de categorie ‘Best Short Form Music Video’.

## Tracklist

### 7" single
Verenigd Koninkrijk: R6422; Verenigde Staten: NR-58497
1. Free as a Bird – 2:42
2. Christmas Time (Is Here Again) – 3:03

### Cd-single
1. Free as a Bird – 4:26
2. I Saw Her Standing There[3] – 2:51
3. This Boy[4] – 3:17
4. Christmas Time (Is Here Again) – 3:03

## Hitnoteringen
Van de single werden in de eerste week na verschijning 120.000 exemplaren verkocht. Hij kwam binnen op de tweede plaats in de UK Singles Chart en bleef acht weken in de hitparade staan. In de Verenigde Staten kwam de plaat tot de zesde plaats in de Billboard Hot 100. In de Nederlandse Top 40 haalde de plaat de tiende plaats, in de Mega Top 50 (een van de voorlopers van de Single Top 100) de negende. In de Vlaamse Ultratop 50 was de hoogste notering de elfde plaats.